# Макинтош (Флорида)
Макинтош (англ. McIntosh) — муниципалитет, расположенный в округе Марион (штат Флорида, США) с населением в 453 человека по статистическим данным переписи 2000 года.

## География
По данным Бюро переписи населения США муниципалитет Макинтош имеет общую площадь в 1,81 квадратных километров, водных ресурсов в черте населённого пункта не имеется.
Муниципалитет Макинтош расположен на высоте 33 м над уровнем моря.

## Демография
По данным переписи населения 2000 года в Макинтошe проживало 453 человека, 133 семьи, насчитывалось 227 домашних хозяйств и 271 жилой дом. Средняя плотность населения составляла около 250,28 человека на один квадратный километр. Расовый состав населённого пункта распределился следующим образом: 96,91 % белых, 2,43 % — чёрных или афроамериканцев, 0,22 % — коренных американцев, 0,44 % — представителей смешанных рас, Испаноговорящие составили 1,55 % от всех жителей.
Из 227 домашних хозяйств в 11,9 % воспитывали детей в возрасте до 18 лет, 52,9 % представляли собой совместно проживающие супружеские пары, в 5,3 % семей женщины проживали без мужей, 41,4 % не имели семей. 34,8 % от общего числа семей на момент переписи жили самостоятельно, при этом 16,3 % составили одинокие пожилые люди в возрасте 65 лет и старше. Средний размер домашнего хозяйства составил 2,00 человек, а средний размер семьи — 2,53 человек.
Население муниципалитета по возрастному диапазону по данным переписи 2000 года распределилось следующим образом: 13,2 % — жители младше 18 лет, 3,5 % — между 18 и 24 годами, 19,2 % — от 25 до 44 лет, 38,4 % — от 45 до 64 лет и 25,6 % — в возрасте 65 лет и старше. Средний возраст жителей составил 53 года. На каждые 100 женщин в Макинтошe приходилось 81,2 мужчин, при этом на каждые сто женщин 18 лет и старше приходилось 81,1 мужчин также старше 18 лет.
Средний доход на одно домашнее хозяйство составил 36 250 долларов США, а средний доход на одну семью — 58 500 долларов. При этом мужчины имели средний доход в 33 750 долларов США в год против 20 500 долларов среднегодового дохода у женщин. Доход на душу населения составил 36 250 долларов в год. 2,7 % от всего числа семей в населённом пункте и 6,3 % от всей численности населения находилось на момент переписи населения за чертой бедности, при этом 14,5 % жителей были в возрасте 65 лет и старше.